# أندرو ر. جونز
أندرو ر. جونز (بالإنجليزية: Andrew R. Jones)‏ هو رسام رسوم متحركة أمريكي، ولد في 16 ديسمبر 1972 في سان فرانسيسكو في الولايات المتحدة.

## وصلات خارجية
- أندرو جونز على موقع IMDb (الإنجليزية)
- أندرو جونز على موقع قاعدة بيانات الفيلم (الإنجليزية)